# NGC 2412
NGC 2412 – gwiazda podwójna znajdująca się w gwiazdozbiorze Małego Psa. Zaobserwował ją J. Gerhard Lohse w 1886 roku i skatalogował jako obiekt typu mgławicowego. Poszczególne składniki mają jasności 13 i 14m. Część źródeł podaje, że NGC 2412 to tylko jaśniejsza, północna z tych gwiazd.